# مرد شنی (کمیک)
مرد شنی (به انگلیسی: Sandman) یک شخصیت تخیلی و ابر شرور در کتاب‌های کامیک می‌باشد. این شخصیت به دست استن لی و استیو دیتکو خلق شده و اولین بار در شماره ۴ کامیک مرد عنکبوتی شگفت‌انگیز (سپتامبر ۱۹۶۳) معرفی شد، او از دشمنان معروف مرد عنکبوتی است.
جدا از کتاب‌های کامیک، شرکت مارول از مرد شنی در دیگر کالاهای خود از جمله پوشاک، اسباب‌بازی، ورق بازی، انیمیشن‌های تلویزیونی و بازی‌های رایانه‌ای استفاده کرده است.
توماس هادن چرچ، نامزد جایزه اسکار، نقش این شخصیت را در فیلم سینمایی مرد عنکبوتی ۳ (سال ۲۰۰۷) بازی کرده است و پس از ۱۴ سال دوباره این نقش را در فیلم مرد عنکبوتی:راهی به خانه نیست بازی کرد.
او که قدرت‌هایش شامل زور، سرعت و استقامت ابرانسانی، تغییر چگالی، جرم و حجم، دگرپیکری به شن و حالات آن، کنترل خاک، آسیب‌پذیری به آب، پرواز (در حالت طوفان شن) می‌شود، عضو گروه‌های ابرتبه‌کارانه‌ای چون شش فاسد، چهار وحشتناک، انتقام‌جویان، دسته وحشی، مجریان، بی‌قانون‌ها، متجاوزین و دوازده فاسد است.
در سال ۲۰۰۹، مرد شنی رتبهٔ ۷۲ را در لیست بزرگ‌ترین تبه‍کاران کتاب‌های کمیک آی‌جی‌ان بدست آورد.
مردشنی در دنیای کمیک مارول آلتمیت برعکس دیگر دنیاها در اینجا یک ابرقهرمان است و بعد مرگ مردعنکبوتی او با جرم و جنایت مبارزه می‌کرد از بهترین دوست و همکار او می‌توان به بنوم (بن پارکر+ونوم) اشاره کرد که در این دنیا سیمبیوت به جای پیترپارکر و ادی براک به بن پارکر چسبیده است

## نیروها و توانایی‌ها
مرد شنی این قابلیت را دارد تا بدن خود را تبدیل کند. او می‌تواند بدن خود را از نظر سختی، فشردگی، پراکندگی ذرات یا شکل، یا ترکیبی از این خصوصیات کنترل کند. به غیر از تغییر شکل و کارایی‌های دیگری که این توانایی در مبارزه برای مرد شنی دارد، او می‌تواند ضربه‌هایی با اثر تخریبی کم را نیز با عکس‌العمل نسبتاً سریع خنثی کند. پیراهن خط‌دار و شلواری که به تن دارد، در واقع شن‌های رنگ شده هستند تا به نظر بیاید که او لباس به تن دارد. مرد شنی حتی وقتی خیس می‌شود می‌تواند با ایجار ارتجاع در ملکول‌های شن اندازه خود را دو برابر کند.
مرد شنی می‌تواند بازوها و دستان خود را به شکل‌های مختلفو چون گرز یا پتک درآورد تا با مرد عنکبوتی و دیگر دشمنانش مبارزه کند. حجم، قدرت و قابلیت تغییر شکل او، با مقدار و تعداد ذرات شن و سنگی که در بدن خود دارد رابطه مستقیم دارند. هرچه بیشتر دانه‌های سنگ و شن (در نزدیکی خود) را به بدن خود جذب کند، توانایی‌های او هم بیشتر و قوی‌تر می‌شود. با اینکه او می‌تواند هر یک از ذرات شن و ماسه بدن خود را کنترل کند، اما ذهنش در آسمان‌ها سیر می‌کند. مرد شنی همچنین می‌تواند خود را به طوفان شن تبدیل کرده و مسافت‌های زیادی را بپیماید یا دشمنان خود را در طوفان اسیر و خفه کند.
بدن مرد شنی کاملاً دارای خصوصیات شیمیایی شن است، غیرقابل نفوذ در برابر اکثر عناصر. یک بار که عناصر تشکیل دهنده سیمان به بدن او نفوذ کرده بود، بدن او تبدیل به سیمان سخت شد و این باعث شد نتواند حرکت کند. با وجود ناتوانی، او زنده ماند اما تا زمانی که دوباره به حالت عادی خود بازگردد برای مدتی به حالتی شبیه کما فرورفت. علاوه بر سرسختی زیاد، قدرت فرا انسانی مرد شنی چندین برابر بیشتر از مرد عنکبوتی و تقریباً برابر با قدرت تینگ است.